# Merremia peltata
Merremia peltata es una especie de planta trepadora perteneciente a la familia Convolvulaceae.

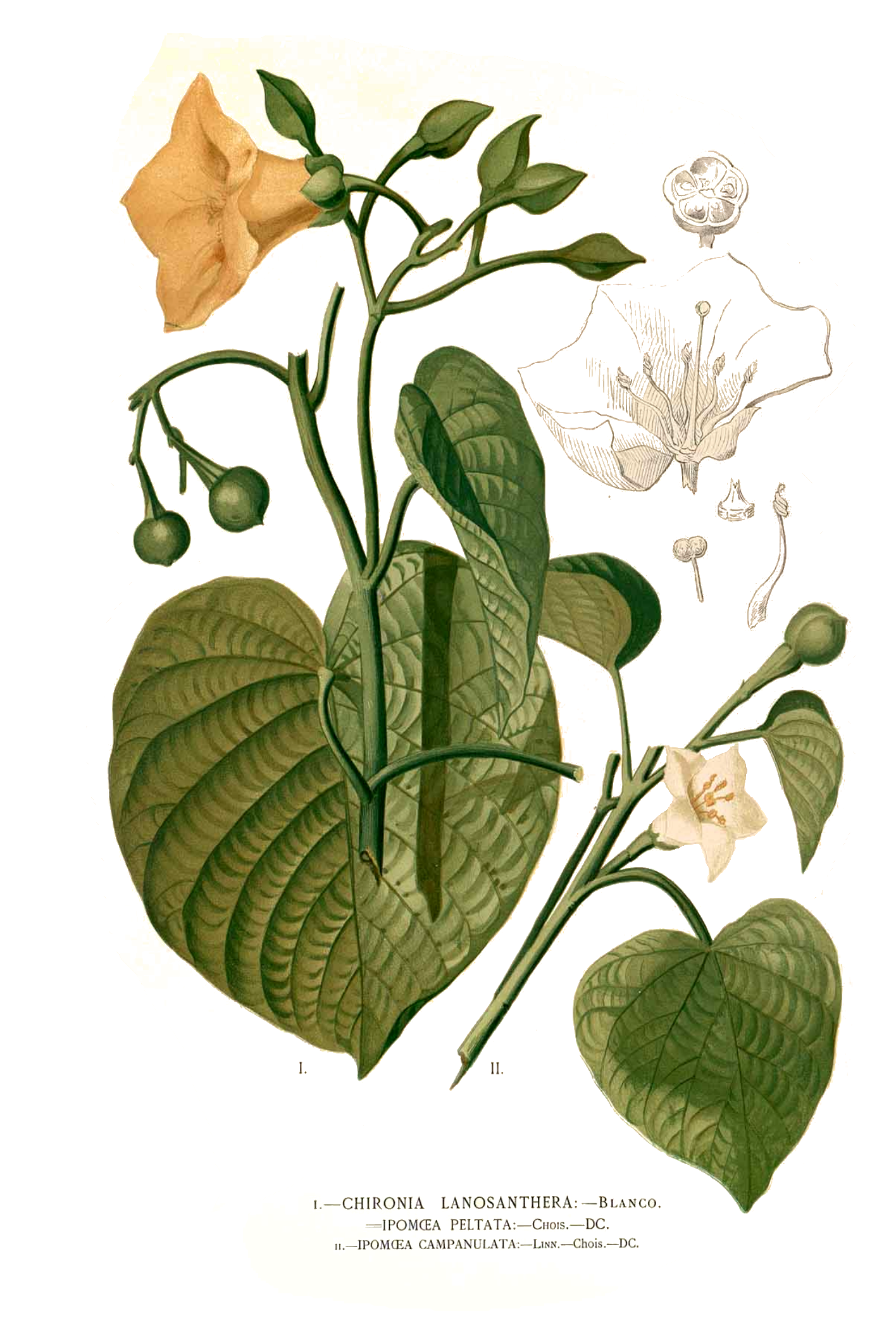
Ilustración

## Distribución
Es nativa de la isla de Pemba, las Islas Mascareñas, Madagascar, las Seychelles, Indonesia, Malasia, Filipinas, el norte de Queensland y la Polinesia Francesa. Se ha introducido y posteriormente convertido en invasora en algunas de las otras islas del Pacífico.

## Taxonomía
Merremia peltata fue descrita por (L.) Merr. y publicado en An Interpretation of Rumphius's Herbarium Amboinense 441. 1917.
Etimología
Merremia: nombre genérico que fue otorgado en honor del naturalista alemán Blasius Merrem (1761 - 1824).
peltata: epíteto latíno que significa "con forma de escudo".
Sinonimia
- Convolvulus bufalinus Lour.
- Convolvulus crispatulus Wall.
- Convolvulus peltatus L.
- Ipomoea bufalina Choisy
- Ipomoea nymphaefolia Blume
- Ipomoea peltata (L.) Choisy
- Ipomoea petaloidea Choisy
- Merremia borneensis Merr.
- Merremia bufalina Merr. & Rendle
- Merremia elmeri Merr.
- Operculina bufalina Hallier f.
- Operculina petaloidea Ooststr.
- Spiranthera peltata (L.) Bojer[6][7]